# Cửa khẩu Trapeang Kriel
Cửa khẩu Trapeang Kriel là cửa khẩu quốc tế đường bộ tại vùng đất tỉnh Stung Treng, Campuchia .
Cửa khẩu Trapeang Kriel thông thương với cửa khẩu Nong Nokkhien ở bản Veun Kham muang Khong tỉnh Champasak, CHDCND Lào  13°56′03″B 106°01′21″Đ / 13,934165°B 106,022574°Đ.
Tên trước đây của các cửa khẩu là cửa khẩu Dong Kralor bên phía Campuchia, và cửa khẩu Veun Kham bên phía Lào.
Tháng 4/2009 giới chức hai nước khai trương nâng cấp lên cửa khẩu quốc tế, và đặt tên là cửa khẩu Nong Nokkhien (tên trên biển hiệu là Nong Nokkhiene) bên phía Lào, và cửa khẩu Trapeang Kriel (hoặc Trapeang Kreal) bên phía Campuchia .
Tại cả hai cửa khẩu đường bộ đều có cấp thị thực Visa on arrival cho khách nước ngoài.
Một số văn liệu quốc tế ghi tên theo phiên âm là cửa khẩu Dom Kralor . Trong các tên này chuyển tự "Dong" hay "Dom" có gốc là "Don", theo tiếng vùng Si Phan Don (Bốn ngàn đảo) có nghĩa là "Đảo".

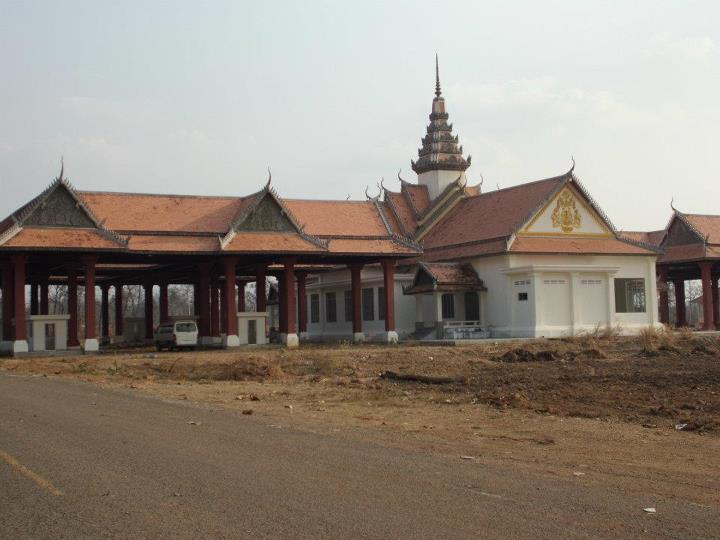
Nhà checkpoint Trapeang Kriel xây năm 2011
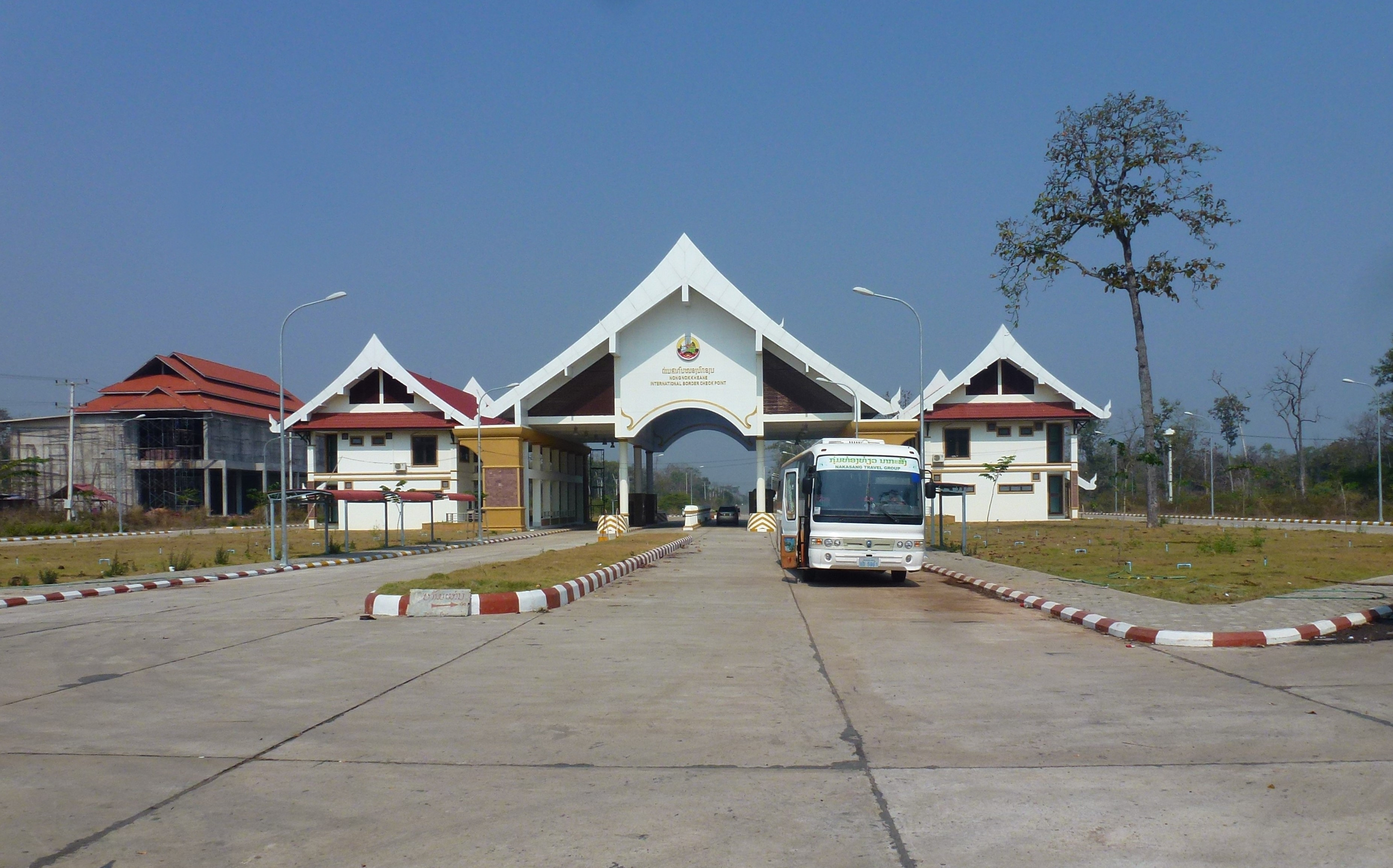
Nhà checkpoint Trapeang Kriel, 2014
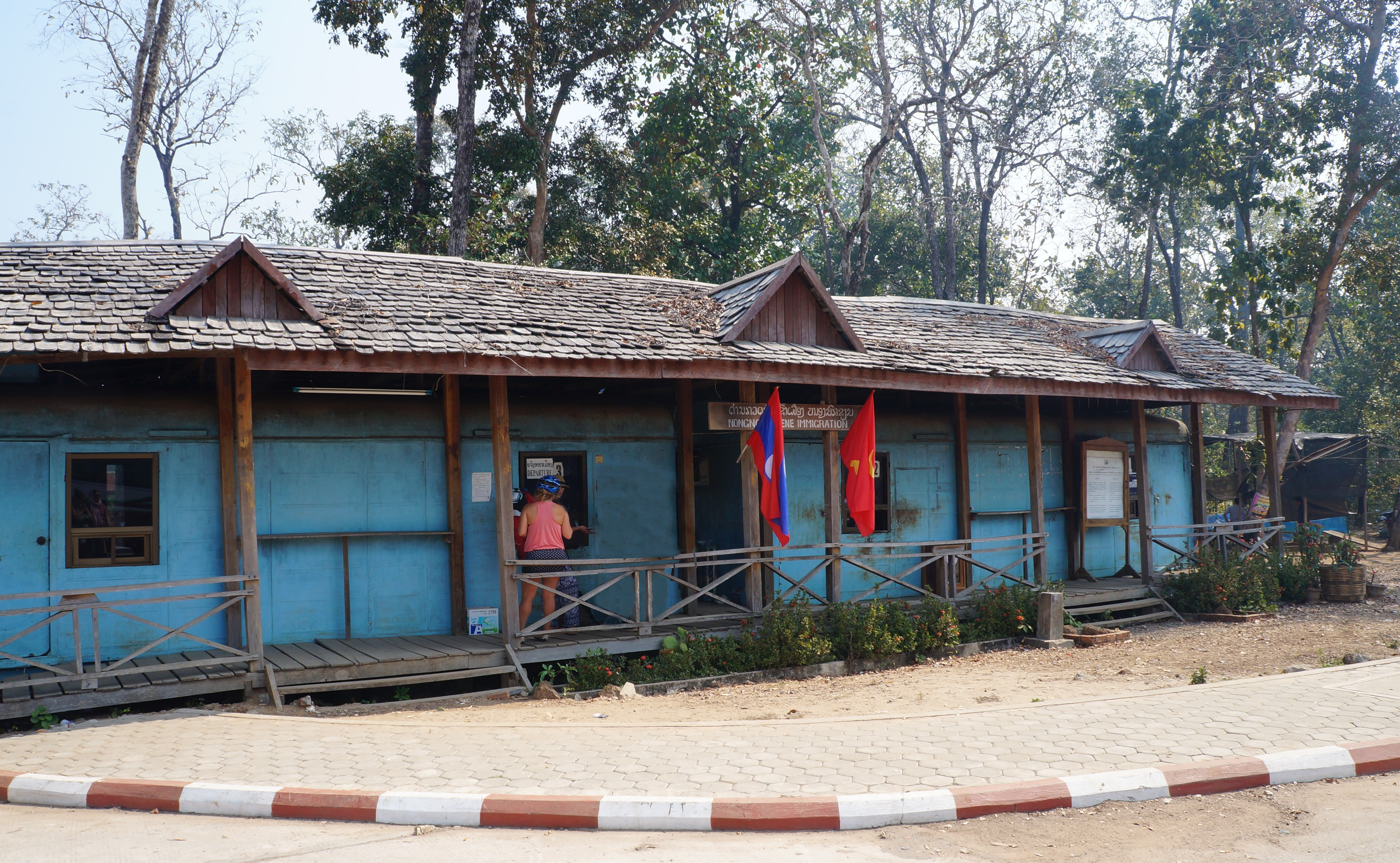
Nhà checkpoint Nong Nokkhien, 2014
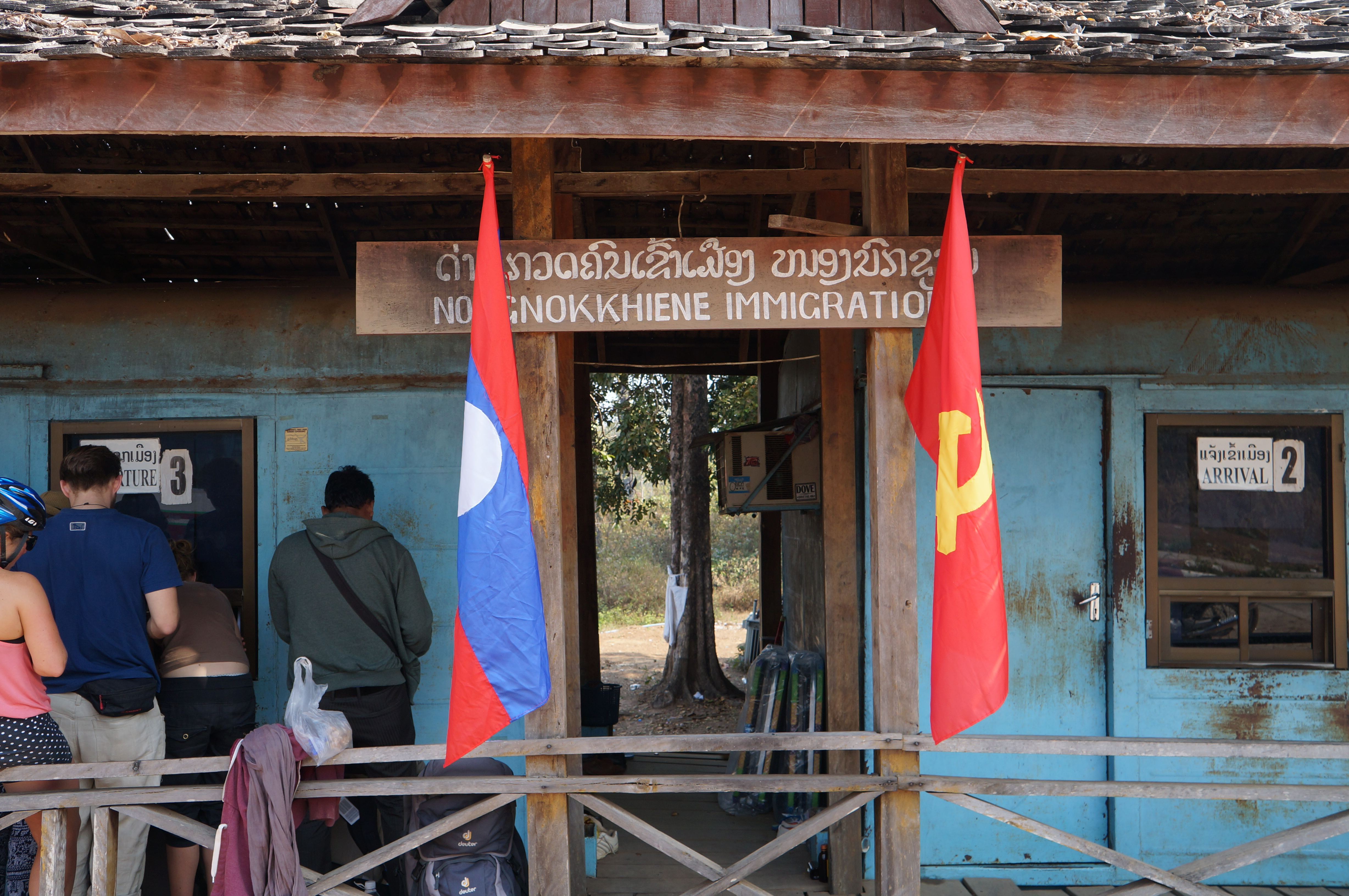
Nhà checkpoint Nong Nokkhien, 2014